# Опінга

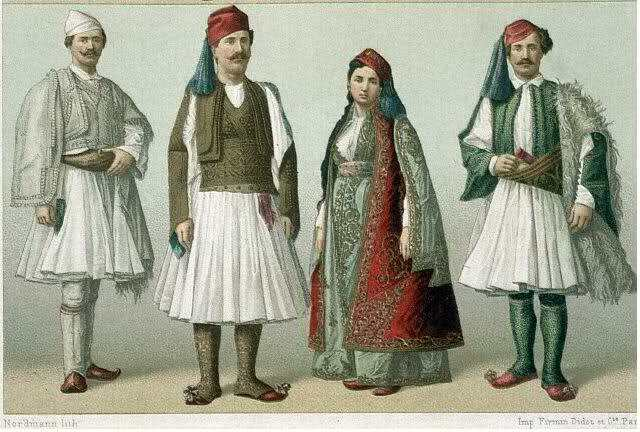
Група людей, одягнених в опінгу

Опінга (гег. алб. Apânga) — традиційне взуття албанців Албанії, Косова, Північної Македонії, Греції та арберешів Італії. Також опінгу носять албанці Румунії, Сербії, Хорватії, Боснії та Герцеговини, Болгарії та інших країн. Зазвичай опінги роблять зі шкіри або вовняних смужок. Південно-албанський різновид опінги — це типові шкіряні черевики з червоними та чорними вовняними помпонами на кінцях, які часто використовують в народних танців.

## Історія
Найдавніші археологічні знахідки опінг датуються V—IV тисячоліттями до н. е. Ймовірно, ще тоді вони були частиною іллірійської культури. Пізніше докази використання опінги в Албанії з'являються в працях іконописця Онуфрія XVI століття.
За однією з гіпотез, назва опінга походить від протоалбанського *api, що означає крок.
У 1610 році Маріно Біцці, архієпископ Бару, записав, що чоловік з Мірдіти одягнув опінгу, виготовлену з коров'ячої шкіри самим чоловіком.
Ремісники Пермету мали монополію на торгівлю опінгами у вілаєтах Ішкодра та Яніна до 1841 року, коли цей привілей було скасовано за реформами Танзимата.